# Pain de pommes de terre
Le pain de pommes de terre est un pain fait en incorporant de la pomme de terre à la farine.

## Fabrication
Comme variété de pain, très nombreuses sont les recettes de pain de pommes de terre, tant au niveau des ingrédients que de la préparation et cuisson. Ainsi, la proportion de pomme de terre varie fortement d'une recette à l'autre, jusqu'à être largement dominante. Certaines recettes sont basées sur des pommes de terre en purée, d'autres sur des flocons déshydratés.
Divers ingrédients peuvent être ajoutés et sa fabrication peut se faire à partir d'un levain. Puis le pain peut être cuit de diverses façons, par exemple au four ou sur une plaque chauffante.
Dans de nombreux pays, c'est un produit disponible dans le commerce, avec diverses variantes et présentations selon les ingrédients. 

## Variétés

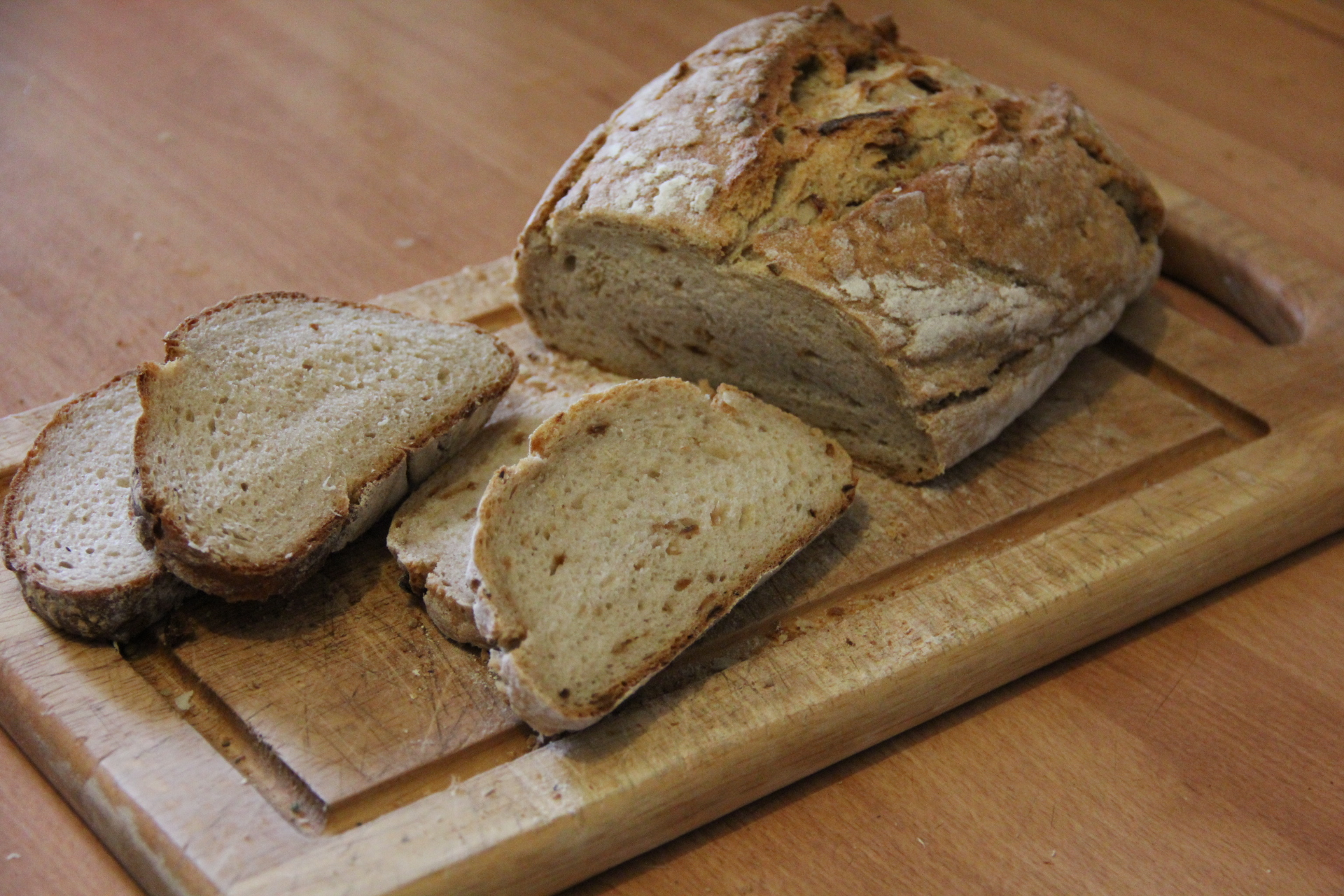
Kartoffelbrot.

### Allemagne
Le Kartoffelbrot est un pain de pommes de terre qui peut aussi contenir de la farine d'épeautre et de seigle. Lors de la Première Guerre mondiale, le Kriegskartoffelbrot, ou « pain KK », « pain caca » (pain de guerre à base de pommes de terre), était distribué aux prisonniers dans les camps allemands.

### Irlande
Le pratie oaten est fait avec de la farine d'avoine pour améliorer sa texture.
L’apple potato bread est une spécialité d'Armagh (Irlande du Nord), localité célèbre pour ses vergers de pommiers. C'est un pain de pommes de terre enveloppant, comme une tourte, un fourrage sucré aux pommes.

### Pérou
Au Pérou, en 2008, les autorités ont décidé d'incorporer un tiers de farine de pomme de terre dans la farine destinée à la fabrication du pain. Ce pain, appelé papapán (« pain de pomme de terre »), produit par une entreprise publique, a été distribué dans les casernes, les prisons et les écoles. Le gouvernement a fait la promotion de ce produit pour limiter les importations de farine de blé, dont les prix avaient flambé du fait de la crise alimentaire mondiale de 2007-2008.

### Pologne
Le Okrągły chleb kartoflany est un pain de pommes de terre, léger et aéré.

### États-Unis
Aux États-Unis, du pain de pommes de terre est disponible dans le commerce comme un pain léger et aéré très semblable au pain blanc habituel, mais qui s'en distingue par sa teinte jaune et un léger goût de pomme de terre.
Le Cherokee sweet potato bread est une variante de pain aux pommes de terre, préparé avec des patates douces (sweet potato en anglais).